# Jean-Marc Miton
Pour les articles homonymes, voir Miton (homonymie).
Jean-Marc Miton, né le 24 décembre 1959 à Pontivy (Morbihan), est un footballeur français. Il réalise l'essentiel de sa carrière au Stade lavallois dans les années 1980, au poste de latéral gauche.

## Biographie

### Carrière de joueur
Ailier gauche au Stade briochin, Jean-Marc Miton est sélectionné de 1975 à 1976 avec l'équipe de la Ligue de l'Ouest qui dispute la Coupe nationale des cadets. Parmi ses coéquipiers dans cette sélection, les futurs internationaux français Yvon Le Roux et Yannick Stopyra.
Avec le Stade briochin il joue en Division 3 de 1977 à 1978, reconverti au poste de défenseur latéral gauche. Recommandé par Pierre Garcia, il effectue à 18 ans un essai avec l'équipe juniors du Stade lavallois, lors d'un tournoi interrégional à Saint-Priest où remporte le trophée de meilleur joueur. Courtisé par plusieurs clubs professionnels dont le Stade de Reims qui lui fait signer un accord de non sollicitation, il est finalement convaincu par Michel Le Milinaire de rester près de sa famille et rejoint le Stade lavallois, alors en Division 1.
Il fait ses débuts en première division à 18 ans. En juillet 1979 il intègre le bataillon de Joinville et l'équipe de France militaire, où il côtoie Denis Troch et François Brisson. En 1980 il est appelé en équipe de France olympique et assiste du banc à la non qualification des Bleus pour les JO de Moscou. Après deux ans sous contrat stagiaire, il signe professionnel en juin 1980.
En 1982 et 1983 il termine deux fois cinquième de Division 1 et remporte une Coupe d'été avec le club mayennais.
Il participe à l'exploit que réalise son équipe lors de la saison 1983-84 en Coupe de l'UEFA lors de la double confrontation avec la grande équipe du Dynamo Kiev d'Oleg Blokhine et Aleksandr Zavarov. Le match aller en URSS se solde par un flatteur score de 0-0, avant que les courageux lavallois ne sortent vainqueurs du match retour grâce à José Souto inscrivant l'unique but de la partie dans un stade Francis-Le-Basser archi-comble pour l'occasion. Le Stade lavallois se fera éliminer au tour suivant par l'Austria Vienne, malgré un but de Miton.
Capitaine de l'équipe, il y reste onze ans et totalise plus de 300 matches en D1 sous le maillot Tango.
Il poursuit sa carrière au Stade rennais pendant deux saisons et termine par une dernière pige en quatrième division, au club des Voltigeurs de Châteaubriant.
En 2002, les supporters lavallois l'élisent dans le onze du siècle du club mayennais. En 2022, le magazine So Foot le classe dans le top 1000 des meilleurs joueurs du championnat de France, à la 697e place.

### Reconversion
Après sa carrière de joueur, Jean-Marc Miton est de 1992 à 2007 directeur commercial au Stade lavallois, entraînant également l'équipe C en DH en 1993. Il est ensuite co-responsable de la cellule de recrutement, qu'il quitte le 31 décembre 2015, après 37 ans passés au club.
Il est caviste à Laval jusqu'à sa retraite en 2020.

## Palmarès
- Vainqueur de la Coupe d'été en 1982 avec le Stade lavallois
- Championnat de France de D2 Groupe B 1989-1990 avec le Stade rennais